# Cogny, Rhône
Cogny är en kommun i departementet Rhône i regionen Auvergne-Rhône-Alpes i östra Frankrike. Kommunen ligger i kantonen Gleizé som tillhör arrondissementet Villefranche-sur-Saône. År 2022 hade Cogny 1 198 invånare.

## Befolkningsutveckling
Antalet invånare i kommunen Cogny
| Referens: INSEE |